# Vikna

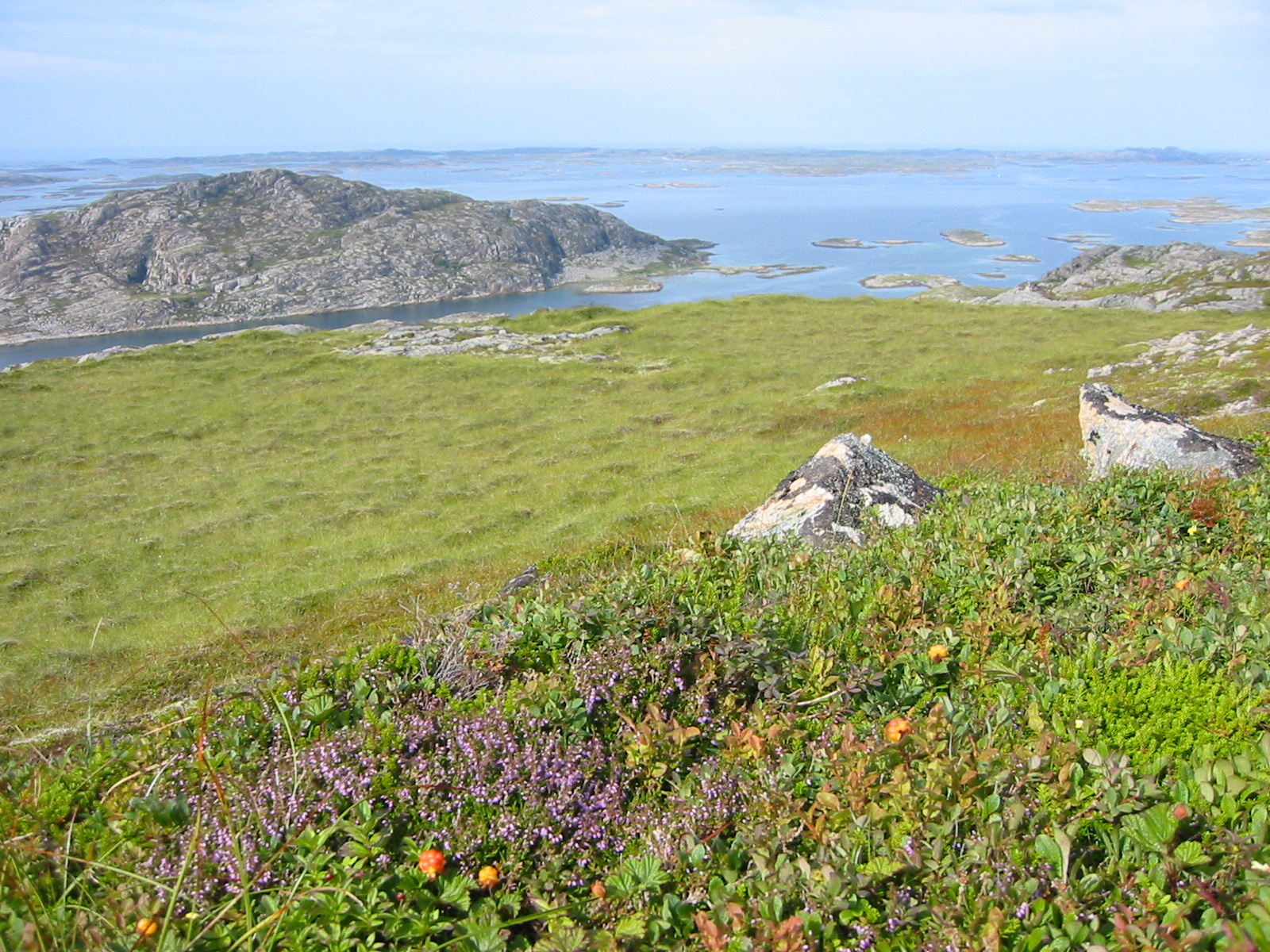
Ytre Vikna.

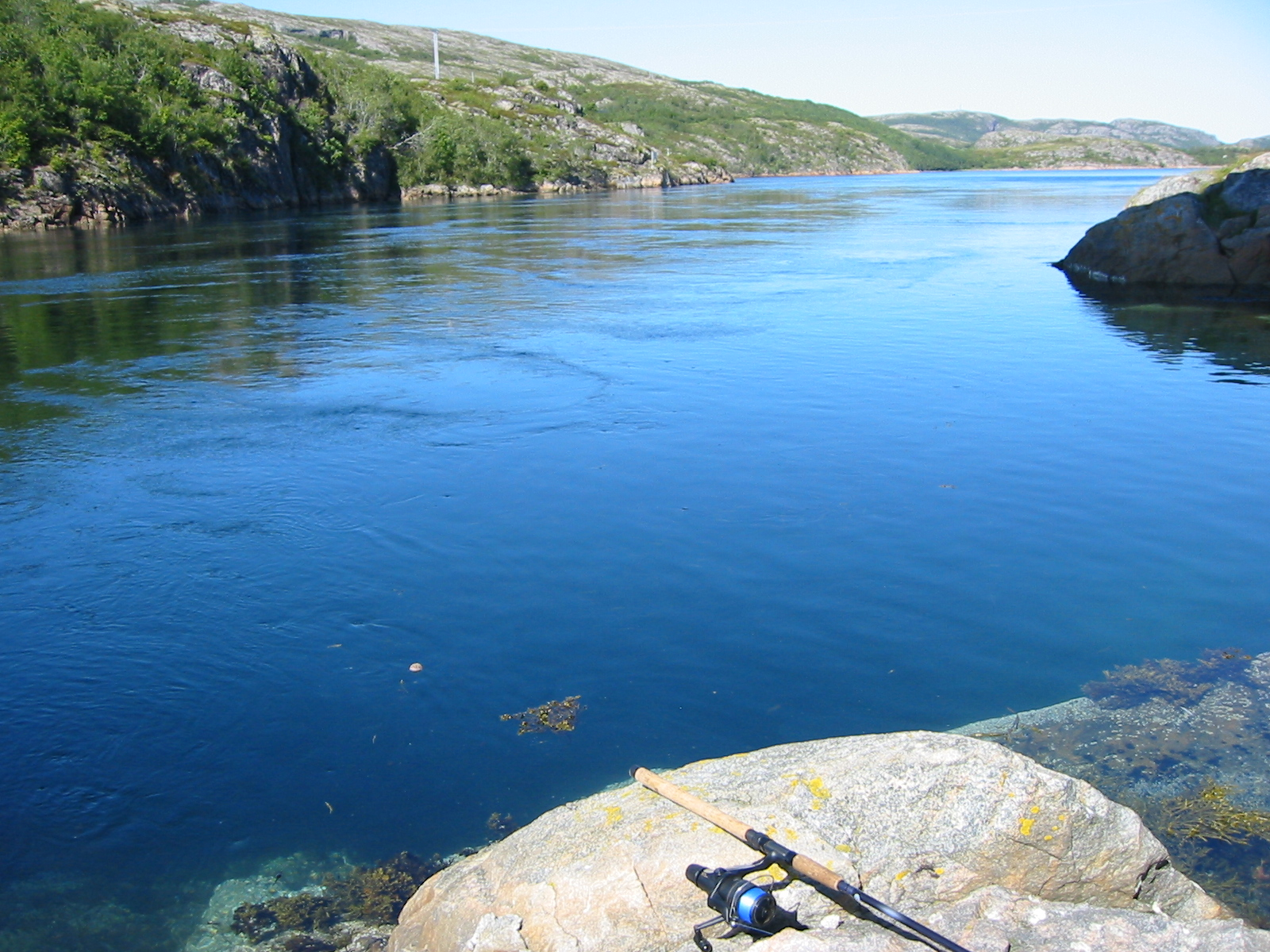
Langsundet strait

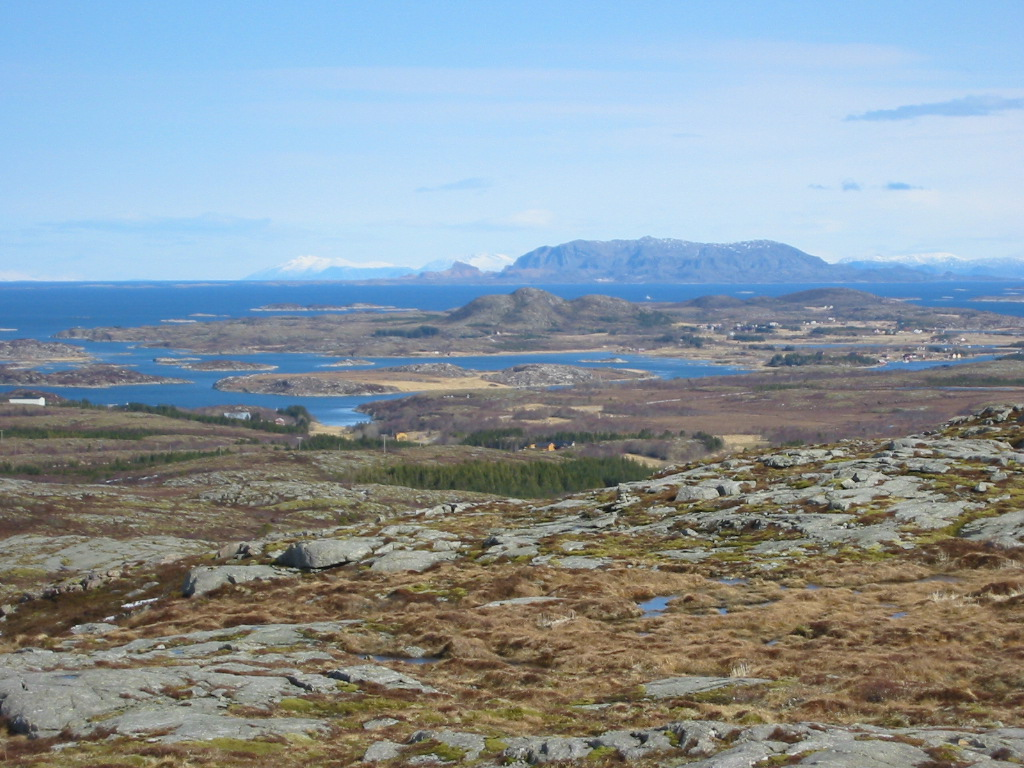
Quang cảnh Vikna vào mùa Xuân, 16/4/ 2006.

Vikna là một xã ở hạt Trøndelag, Na Uy. Xã này thuộc vùng Namdalen. Trung tâm hành chính của xã này là làng Rørvik. Vikna đã được tách khỏi Nærøy vào ngày 1 tháng 7 năm 1869.
Xã này được đặt tên theo 3 hòn đảo lớn ở xã này: Indre Vikna, Mellomvikna, và Ytre Vikna (tiếng Na Uy Cổ: Vikn).